# Bogdan Raczynski
Bogdan Raczynski (ur. 1977) – polsko-amerykański muzyk, kompozytor i wykonawca muzyki elektronicznej i eksperymentalnej z kręgu IDM oraz gatunków pokrewnych.

## Życiorys i twórczość

### Początki
Raczyński urodził się w Polsce, ale gdy był dzieckiem, jego rodzina przeprowadziła się do Stanów Zjednoczonych, gdzie spędził całe swoje dzieciństwo. Mając około 20 lat przyjechał do Japonii w ramach wymiany studenckiej. Zaczął jednak opuszczać zajęcia, gdy zainteresował się tworzeniem muzyki. Ostatecznie porzucił uczelnię stając się bezdomnym. Mieszkał na ulicy lub w domach przyjaciół, grał na trąbce w klubach jazzowych w Tokio. Zaczął również tworzyć muzykę elektroniczną na laptopie za pomocą programu tracker, którą następnie przesyłał do wytwórni internetowych pod pseudonimami takimi jak Karl i Ice Climber. Po tym jak skończyła mu się japońska wiza studencka, powrócił do rodzinnego domu w Nebrasce, po czym wyjechał do Londynu.

### Twórczość
Na jego produkcje w pewnym momencie zwrócił uwagę Richard D. James, który stwierdził w wywiadzie dla Resident Advisor: „Bogdan był ogromną inspiracją dla niektórych moich utworów na albumie Drukqs. Fakt, że robił to wszystko na gównianym PC-towym trackerze... to całkowicie niesamowite. To było zanim 99,9 procent ludzi używało komputera do wszystkiego. Jego nagrania są bardzo niedoceniane”. W 1998 roku Raczynski podpisał kontrakt z jego wytwórnią, Rephlex Records wydając pod jej szyldem w ciągu kolejnych pięciu lat pięć albumów i trzy EP-ki. „Rephlex był swego rodzaju bezpieczną przestrzenią” – przyznał w wywiadzie dla Resident Advisor dodając: „My, maniacy i wkurzeni, pragnęliśmy być częścią tej muzycznej fali, która nagradzała muzyczną szczerość”. Takie albumy Raczynskiego jak Boku Mo Wakaran i Samurai Math Beats (oba z 1999 roku) łączyły przesterowane, skomplikowane breakbeaty z rozmytymi melodiami, a także z fragmentarycznym wokalem w języku angielskim i japońskim. W 1999 Raczynski roku zremiksował utwór Autechre „EP7/Envane (Waiting For You Amidst The Mist Of Cars, Signalling You Do Not Stop For Me)”, który znalazł się na kompilacji wytwórni Warp Records, wydanej 11 października w ramach jej jubileuszowej serii Warp 10.
W 1999 roku wydał kolejny album studyjny, złożony z 11 utworów Thinking of You, będący swego rodzaju albumem koncepcyjnym, wykazującym w sferze muzycznej (nieregularne bity) i instrumentalnej (tanie, nietypowe syntezatory) wpływ twórczości Aphex Twina z czasów Come to Daddy.
W roku 2001 Raczyński zmienił kierunek muzyczny wydając album My Love ILove, który zawierał aranżacje na akordeon i trąbkę oraz jego własny wokal. Akordeon i trąbki pojawiły się również w wydanej w tym samym czasie sześcioutworowej EP-ce Muzyka Dla Imigrantów, w muzyce której powrócił do swoich polskich korzeni. W 2002 roku wydał '96 Drum 'N Bass Classixxx, podwójną płytę zawierającą utwory w stylu jungle podpisane takimi pseudonimami jak Kingsland Kru i Suburban Fox. Pod pseudonimem Abdullah K nagrał i wydał EP-kę z zespołem Society Suckers. W 2003 roku wydał EP-kę I Will Eat Your Children Too! i kompilację Renegade Platinum Mega Dance Attack Party: Don the Plates.
W 2005 roku wytwórnia Rephlex wydała singiel „Who Is It (Shooting Stars & Asteroids”, będący owocem wcześniejszej współpracy Raczynskiego z Björk. 
Na wydanym w 2007 roku albumie Alright! artysta dokonał połączenia takich gatunków jak gabber, drill and bass i breakcore w rodzaj elektropopu. W wywiadzie udzielonym z okazji premiery albumu magazynowi XLR8R opisał swój ówczesny proces twórczy do gotowania kostek bulionu wołowego. Na albumie użył tylko standardowych dźwięków w przeciwieństwie do wcześniejszych wydawnictw, w tworzeniu których wyszukiwał samplingi, samplował własne dźwięki i używał syntezatorów programowych do tworzenia dźwięków, ich filtrowania itp. Jak stwierdził: „Mam swoje pięć-sześć sprawdzonych przypraw i różnorodnych składników, których używam regularnie i się ich trzymam”.
Gdy wytwórnia Rephlex zakończyła działalność w 2014 roku, Raczynski zdigitalizował cały swój katalog istniejący w jej archiwach i zamieścił go na Bandcampie. 
W 2019 roku wydał kompilację swoich nagrań archiwalnych, Rave ‘Til You Cry. W 2020 roku nakładem wytwórni Unknown to the Unknown ukazała się złożona z pięciu utworów EP-ka Debt, a w następnym roku – BANANS, wydana własnym sumptem. 
W 2022 roku wytwórnia Planet Mu wydała pierwszy od 15 lat studyjny album Raczynskiego, zatytułowany ADDLE, złożony z ośmiu utworów.

## Dyskografia
Na podstawie strony artysty na Discogs:

### Albumy studyjne
- Boku Mo Wakaran (1999)
- Samurai Math Beats (1999)
- Thinking of You(inne języki) (1999)[6]
- MyLoveILove (2001)
- '96 Drum n Bass Classixxx (2002)
- Alright! (2007)
- Rave 'Till You Cry (2019)
- ADDLE (2022)
- bogdanraczynski.com/sweet-98 (2022)
- You're Only Young Once But You Can Be Stupid Forever (2024)

### EP-ki
- Ibiza Anthems Vol. 4 ‎(2000)
- Muzyka Dla Imigrantów ‎(2001)
- I Will Eat Your Children Too! (2003)
- Debt EP (2020)
- BANANS (2021)

### Single
- „Untitled” (2002)
- „Coffee (Edit)” (2019)
- „Art (Edit)” (2019)

### Kompilacje
- Renegade Platinum Mega Dance Attack Party: Don The Plates (2003)
- Hire Bogdan Raczynski For Your Commercial, Remix, Sample Pack, Video Game, Or Other Audio-Dependent Project (2021)

### Albumy nagrane z innymi artystami
- We Used To Corrupt Each Other With Art And Coffee ‎(2016) z 8Ball